# Cyclophora brunnearia
Cyclophora brunnearia là một loài bướm đêm trong họ Geometridae.